# Friedrich von Brandenstein
Friedrich August Karl von Brandenstein (* 26. November 1786 in Flatow (Kreis Osthavelland); † 11. März 1857 in Potsdam) war ein preußischer Generalleutnant.

## Leben

### Herkunft
Seine Eltern waren Wilhelm August von Brandenstein (* 2. Juli 1738; † 12. Februar 1815) und dessen Ehefrau Johanna Luise Sophie Henriette, geborene von Hake (* 20. August 1761; † 6. Juli 1831). Sein Vater war preußischer Oberstleutnant a. D., zuletzt im Infanterieregiment des Prinzen August Ferdinand von Preußen. Seine Mutter war eine Schwester des Generals der Infanterie Karl Georg Albrecht Ernst von Hake. Sein Bruder Karl August (1792–1863) war ebenfalls preußischer Generalleutnant.

### Militärkarriere
Brandenstein kam 1799 als Page zum König Friedrich Wilhelm III. Von 1802 bis 1806 besuchte er die Universität und trat am 12. April 1806 als Sekondeleutnant in das Infanterieregiment „von Borcke“ der Preußischen Armee ein. Während des Vierten Koalitionskrieges nahm Brandenstein an der Verteidigung von Kolberg und den Gefechten an der Münde, am hohen Berg, sowie an den Stürmen auf den Wolfsberg teil. Am 1. April 1807 kam er in das Grenadierbataillon „Waldenfels“ und erhielt am 31. Juli 1807 den Orden Pour le Mérite.
Am 20. August 1808 wurde er in das Leib-Infanterie-Regiment (Nr. 8) versetzt. Hier avancierte Brandenstein am 15. März 1812 zum Premierleutnant und einen Tag später wurde er in den Generalstab versetzt. Während des Russlandfeldzuges kämpfte er 1812 bei Baust, Eckau, Olai und Ruhenthal. Am 27. April 1813 wurde er zum Stabskapitän befördert. Während der Befreiungskriege kämpfte Brandenstein in den Schlachten bei Großgörschen, Bautzen, Dresden, Kulm, Leipzig, Bar-sur-Aube, La Rothière, Fère-Champenoise, Ligny und Belle Alliance. Außerdem nahm er an den Gefechten bei Haynau, Teplitz, Gießhübel, Kösen, Hochheim, Etoges und Bondis sowie den Belagerungen von Hüningen, Neubreisach und Schlettstadt teil. In der Zeit wurde er am 6. Januar 1814 zum österreichischen Korps des Fürsten Schwarzenberg kommandiert, am 15. September 1814 zum Kapitän befördert und am 5. Oktober 1814 mit dem Ritterkreuz des Leopolds-Ordens ausgezeichnet. Zuvor hatte er für Bautzen das Eiserne Kreuz II. Klasse und für La-Fere-Champenoise das Kreuz I. Klasse erhalten.
Am 9. Februar 1815 wurde Brandenstein Major im Generalstab der III. Armee-Korps. In dieser Stellung wurde ihm am 2. Oktober 1815 das Eichenlaub zum Orden Pour le Mérite verliehen. Am 2. Januar 1816 wurde er in den Großen Generalstab versetzt. Daran schloss sich ab dem 3. Mai 1821 eine Verwendung als Chef des Generalstabs des IV. Armee-Korps an. Am 30. März 1824 wurde Brandenstein Oberstleutnant und am 8. Juli 1824 als Chef des Generalstabs zum VIII. Armee-Korps versetzt. Am 24. Januar 1826 wurde er in den Johanniterorden aufgenommen und am 30. März 1829 mit Patent vom 15. April 1829 zum Oberst befördert. Am 30. März 1835 wurde Brandenstein als Kommandeur in die 5. Landwehr-Brigade versetzt und erhielt am 14. April 1835 die Genehmigung die Uniform des Generalstabs weiterhin zu tragen. Am 30. März 1836 wurde er zum Generalmajor befördert und am 30. März 1838 als Kommandeur zur 6. Infanterie-Brigade versetzt. Kaiser Nikolaus I. verlieh Brandenstein am 5. Oktober 1838 den Russischen Sankt-Stanislaus-Orden I. Klasse. Vom 27. April 1842 bis zum 25. Oktober 1843 war er Kommandeur der 4. Division und übernahm anschließend die 9. Division. Zeitgleich fungierte Brandenstein auch als Erster Kommandant von Glogau. In dieser Stellung folgte am 30. März 1844 seine Beförderung zum Generalmajor. Anlässlich des Ordensfestes wurde Brandenstein am 18. Januar 1845 mit dem Stern zum Roten Adlerorden II. Klasse mit Eichenlaub ausgezeichnet. Am 5. Dezember 1848 erhielt er seinen Abschied mit der gesetzlichen Pension.
Nach seiner Verabschiedung wurde Brandenstein am 4. August 1855 Senior des Eisernen Kreuzes II. Klasse mit einem jährlichen Ehrensold von 50 Talern. Am 13. Januar 1857 erhielt er die Krone zum Orden Pour le Mérite. Er starb kurz danach am 11. März 1857 in Potsdam.

### Familie
Brandenstein heiratete am 2. Januar 1818 in Hohen-Lübbichow Julie von Zychlinski (* 18. Mai 1798; † 9. Februar 1871), eine Tochter des Karl Boguslav von Zychlinski (1744–1800) und der Dorothee Elisabeth Henriette von der Marwitz (1767–1829). Das Paar hatte mehrere Kinder:
- Karl August Wilhelm Ehrenfried (* 22. August 1819; † 9. August 1894), Mitglied des Preußischen Herrenhauses, Appelations-Gerichtspräsident ⚭ 1848 Thekla von Stößer (* 10. Juli 1821; † 9. Februar 1871), eine Tochter des Generalleutnants Karl Eduard Christian von Stoesser
- Rudolf Wilhelm Ferdinand (* 9. Januar 1822; † 14. April 1862), Major im Gardekorps ⚭ 1852 Hedwig von Metsch (* 1. Februar 1823; † 10. November 1895)
- Lothar Maximilian (* 23. November 1823; † 29. August 1870), Oberst und Kommandeur des Füsilier-Regiments Nr. 36, starb im Lazarett in Verneville an der Verwundungen aus der Schlacht bei Gravelotte ⚭ Anna Heydebrand und der Lassa (* 3. September 1840; † 18. Oktober 1919). Nach seinem Tod heiratete sie 1873 Friedrich Heinrich Alfred Eugen von Seherr-Thoß († 6. Februar 1904)
- Moritz Friedrich Ludwig Arnold (* 22. Juni 1828; † 31. Dezember 1885)